# Dietmar Sturzbecher

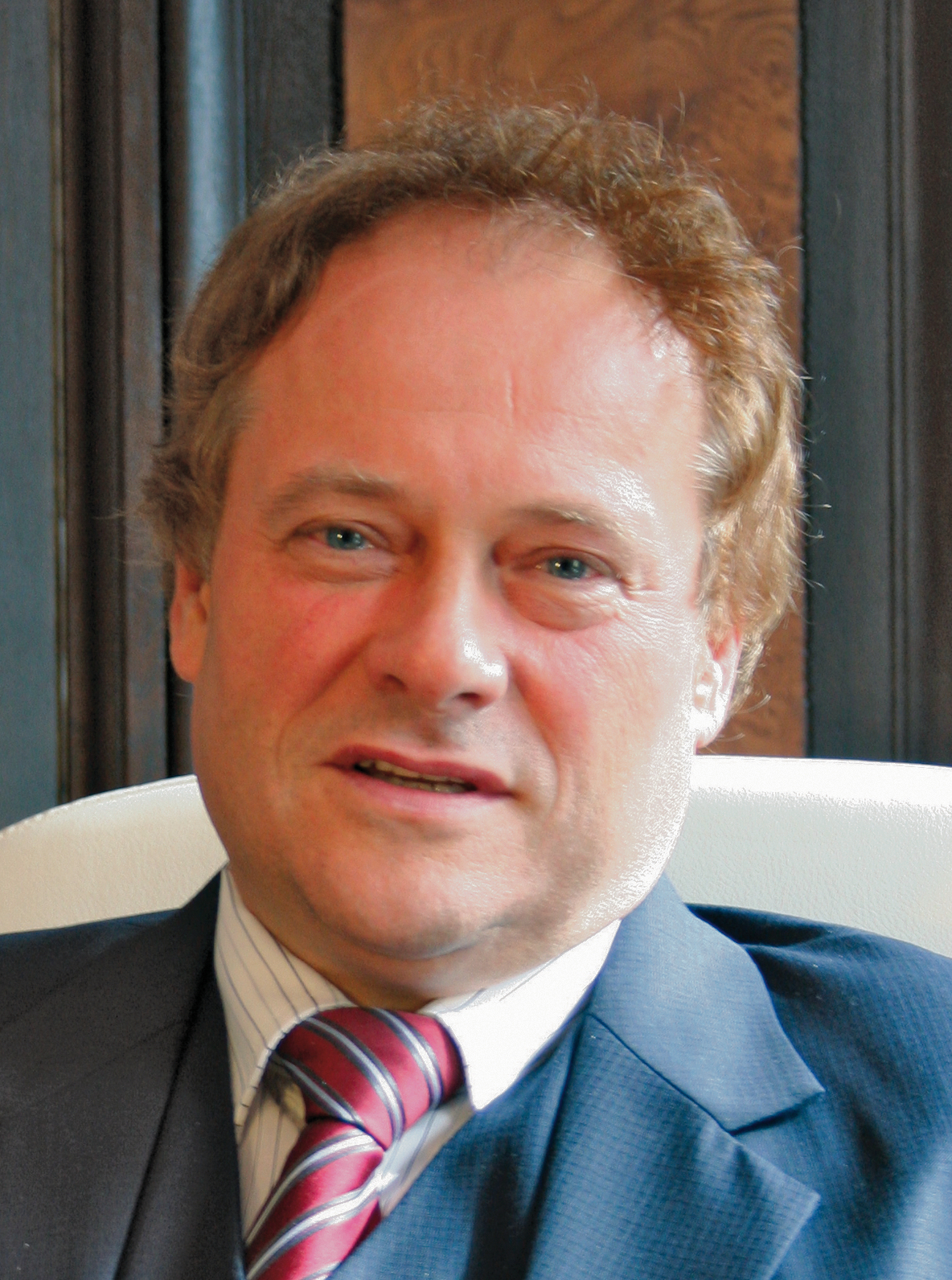
Dietmar Sturzbecher

Dietmar Sturzbecher (* 22. Oktober 1953 in Vehlefanz) ist ein außerplanmäßiger Professor für Familien-, Jugend- und Bildungssoziologie an der Wirtschafts- und Sozialwissenschaftlichen Fakultät der Universität Potsdam sowie Mitgründer und Direktor des Instituts für angewandte Familien-, Kindheits- und Jugendforschung an der Universität Potsdam (IFK e.V.).

## Leben
Dietmar Sturzbecher absolvierte in den Jahren 1974 bis 1978 ein Lehramtsstudium an der Humboldt-Universität zu Berlin in den Fächern Mathematik und Physik mit erweiterter Ausbildung in pädagogischer Psychologie. Bis 1985 arbeitete er neben seiner Lehrertätigkeit als Dozent für Mathematikdidaktik am Pädagogisch-psychologischen Zentrum für Lehrerfortbildung in Oranienburg.
Von 1985 bis 1988 führte Sturzbecher ein Forschungsstudium am Institut für Pädagogische Psychologie in Berlin durch und promovierte im Rahmen einer Längsschnittanalyse zur Entwicklung soziokognitiver Fähigkeiten bei Vorschulkindern. Anschließend folgten ein Habilitationsstipendium der Deutschen Forschungsgemeinschaft über die Freie Universität Berlin sowie Lehraufträge an der Freien Universität Berlin und der Universität Potsdam. 1996 schloss Sturzbecher die Habilitation an der Humanwissenschaftlichen Fakultät der Universität Potsdam zu folgendem Thema ab: Wie erleben Vorschulkinder ihre Eltern in Problem- und Konfliktsituationen? Der Familien-Interaktions-Test für Kinder (FIT-K) als familien-diagnostisches Instrument zur Erfassung kindlicher Reflexionen über die Eltern-Kind-Interaktion. Es folgte 1997 die Venia legendi für Pädagogische Psychologie, Familien- und Jugendpsychologie sowie 2003 die Umhabilitation an der Wirtschafts- und Sozialwissenschaftlichen Fakultät der Universität Potsdam mit der Venia legendi für Familien-, Jugend- und Bildungssoziologie. Im Jahr 2005 wurde Sturzbecher zum außerplanmäßigen Professor an der Wirtschafts- und Sozialwissenschaftlichen Fakultät der Universität Potsdam ernannt.
Am 2. Oktober 1990 gründete Sturzbecher das Institut für angewandte Familien-, Kindheits- und Jugendforschung e. V., ein An-Institut der Universität, das er bis heute  führt. Der Aufgabenschwerpunkt des IFK liegt in der Förderung
1. von Wissenschaft und Forschung,
2. der Jugendhilfe und des Schutzes von Ehe und Familie,
3. der Erziehung sowie der Volks- und Berufsbildung,
4. der verkehrsbezogenen Erziehung, Berufsbildung, Fahranfänger-Vorbereitung[2] und Unfallverhütung sowie
5. der Kriminalprävention.

Das Arbeitsfeld des IFK reicht von der pädagogisch-psychologischen Methodenentwicklung über die Durchführung von Forschungs- und Modellprojekten bis hin zur wissenschaftlichen Begleitung und Evaluation von Maßnahmen anderer Träger, insbesondere der Arbeitsgemeinschaft TÜV-DEKRA TP 21 mit Sitz in Dresden. Diese Zusammenarbeit begann bereits 1999 unter Leitung des damaligen Geschäftsführers Jürgen Bönninger.
Seit seiner Gründung wurden im IFK ca. 250 Projekte bearbeitet und abgeschlossen.
Sturzbecher hat  einen Lehrauftrag an der Technischen Universität Dresden (TUD) und an der Hochschule für Technik und Wirtschaft Dresden.

## Mitgliedschaften (Auswahl)
- Society for Research in Child Development
- European Association for Research on Adolescence
- Leibniz-Sozietät der Wissenschaften zu Berlin (seit 2017)
- Deutsche Gesellschaft für Psychologie
- Deutsche Gesellschaft für Soziologie
- Deutsche Gesellschaft für Erziehungswissenschaft
- Wissenschaftlicher Beirat der Deutschen Fahrlehrer-Akademie
- Landespräventionsrat Brandenburg[3]

## Ehrungen und Auszeichnungen
- 2024: Bundesverdienstkreuz 1. Klasse[4]

## Publikationen (Auswahl)

### Herausgebertätigkeit
- Wolfgang Edelstein, Dietmar Sturzbecher (Hrsg.): Jugend in der Krise – Ohnmacht der Institutionen. Ergebnisse der Jugend- und Sozialisationsforschung. Band 1. Verlag für Berlin-Brandenburg, Potsdam 1996, ISBN 3-930850-19-2
- Wolfgang Edelstein, Kurt Kreppner, Dietmar Sturzbecher (Hrsg.): Familie und Kindheit im Wandel. Ergebnisse der Jugend- und Sozialisationsforschung. Band 2. Verlag für Berlin-Brandenburg, Potsdam 1996, ISBN 3-930850-23-0
- Dietmar Sturzbecher (Hrsg.): Jugend und Gewalt in Ostdeutschland – Lebenserfahrungen in Schule, Freizeit und Familie. Verlag für Angewandte Psychologie, Göttingen 1997, ISBN 3-8017-1154-4
- Dietmar Sturzbecher (Hrsg.): Kindertagesbetreuung in Deutschland – Bilanzen und Perspektiven. Lambertus, Freiburg 1998, ISBN 3-7841-1077-0
- Dietmar Sturzbecher, Ronald Freytag (Hrsg.): Antisemitismus unter Jugendlichen. Hogrefe, Göttingen, Bern, Toronto, Seattle 2000, ISBN 3-8017-1169-2
- Dietmar Sturzbecher (Hrsg.): Jugend in Ostdeutschland: Lebenssituationen und Delinquenz. Leske + Budrich, Opladen 2001, ISBN 3-8100-2987-4
- Dietmar Sturzbecher, Heidrun Großmann (Hrsg.): Soziale Partizipation im Vor- und Grundschulalter. Grundlagen. Reinhardt, München 2003, ISBN 3-497-01660-8
- Dietmar Sturzbecher (Hrsg.): Manual für die pädagogisch qualifizierte Fahrschulüberwachung. Arbeitsstelle für Bildungs- und Sozialisationsforschung der Universität Potsdam, Potsdam 2004.
- Dietmar Sturzbecher (Hrsg.): Kremmener Indikatorenkatalog zur Früherkennung von Entwicklungsbesonderheiten bei Kindern (KIEK).  Universität Potsdam, Potsdam 2006.
- Jürgen Bönninger, Dietmar Sturzbecher, Karen Kammler (Hrsg.): Die Geschichte der Fahrerlaubnisprüfung in Deutschland. Kirschbaum Verlag, Bonn 2009.
- Dietmar Sturzbecher, Eva Schmidpeter (Hrsg.): Das Qualitätsmanagementsystem des KomNet-QuaKi. IFK, Vehlefanz 2009.
- Dietmar Sturzbecher, Jürgen Bönninger, Mathias Rüdel (Hrsg.):  Praktische Fahrerlaubnisprüfung – Grundlagen und Optimierungsmöglichkeiten. Berichte der Bundesanstalt für Straßenwesen. Wirtschaftsverlag NW, Bremerhaven 2010
- D. Sturzbecher, J. Bönninger, M. Rüdel (2010). Praktische Fahrerlaubnisprüfung – Grundlagen und Optimierungsmöglichkeiten: Methodische Grundlagen und Möglichkeiten der Weiterentwicklung. Berichte der BASt, Reihe M 215.
- Dietmar Sturzbecher, Andrea Kleeberg-Niepage, Lars Hoffmann (Hrsg.):  Aufschwung Ost? Lebenssituation und Wertorientierungen ostdeutscher Jugendlicher. VS-Verlag für Sozialwissenschaften, Wiesbaden 2012.

### Testpublikationen
- Dietmar Sturzbecher, Ronald Freytag: Familien- und Kindergarten-Interaktions-Test (FIT-KIT). Handanweisung, Testkasten und Protokollbogen. Hogrefe, Göttingen, Bern, Toronto, Seattle 2000.
- Dietmar Sturzbecher: FIT-KIT – Demonstrationsvideo. Hogrefe, Göttingen, Bern, Toronto, Seattle 2003.
- Dietmar Sturzbecher, Gerd Sackmann, Wolfgang Preußer, Ute Hermann: Berufseignungstest für Fahrlehrerbewerber (BET). Deutsche Fahrlehrer-Akademie e.V., Stuttgart 2005.

### Autor Buchpublikationen
- Dietmar Sturzbecher, Heidrun Großmann: Partizipation als Strategie zur Gewaltprävention. In: Pädagogisches Landesinstitut Brandenburg (Hrsg.): Information für Schule und außerschulische Arbeit zu Gewalt, Rechtsextremismus und Fremdenfeindlichkeit. PLIB, Ludwigsfelde 2002.
- Jürgen Bönninger, Karen Kammler, Dietmar Sturzbecher, Winfried Wagner: Theoretische und praktische Fahrerlaubnisprüfung in Europa. TÜV|DEKRA arge tp 21, Dresden 2005.
- Dietmar Sturzbecher: Bisherige Maßnahmen zur Erhöhung der Fahranfängersicherheit: Eine Bilanz. In: Deutsche Akademie für Verkehrswissenschaft e.V. (Hrsg.): Tagungsband zum 48. Deutschen Verkehrsgerichtstag 2010 (S. 282–299). Luchterhand, Köln 2010.
- Jan Genschow, Dietmar Sturzbecher, Georg Willmes-Lenz: Fahranfängervorbereitung im internationalen Vergleich. Berichte der Bundesanstalt für Straßenwesen. Fachverlag NW, Bremen 2013.
- Bianca Bredow, Dietmar Sturzbecher: Ansätze zur Optimierung der Fahrschulausbildung in Deutschland. Berichte der Bundesanstalt für Straßenwesen, Mensch und Sicherheit. Fachverlag NW, Bremen 2016.
- Roland Brünken, Detlev Leutner, Dietmar Sturzbecher: Reform der Fahrlehrerausbildung. Berichte der Bundesanstalt für Straßenwesen, Mensch und Sicherheit. Fachverlag NW, Bremen 2017.
- Dietmar Sturzbecher, Bianca Bredow: Fahrschulüberwachung in Deutschland. Berichte der Bundesanstalt für Straßenwesen, Mensch und Sicherheit. Fachverlag NW, Bremen 2017.

## Belege
1. ↑  Institut für angewandte Familien-, Kindheits- und Jugendforschung e.V. Abgerufen am 16. Juni 2023.
2. ↑   Arbeitsgemeinschaft TÜV-DEKRA TP 21 https://fahrerlaubnis.tuev-dekra.de/#ueber
3. ↑  Landespräventionsrat Brandenburg
4. ↑  Bekanntgabe der Ordensträgerinnen und Ordensträger. In: bundespraesident.de. 1. August 2024, abgerufen am 18. August 2024.